# Colman Domingo

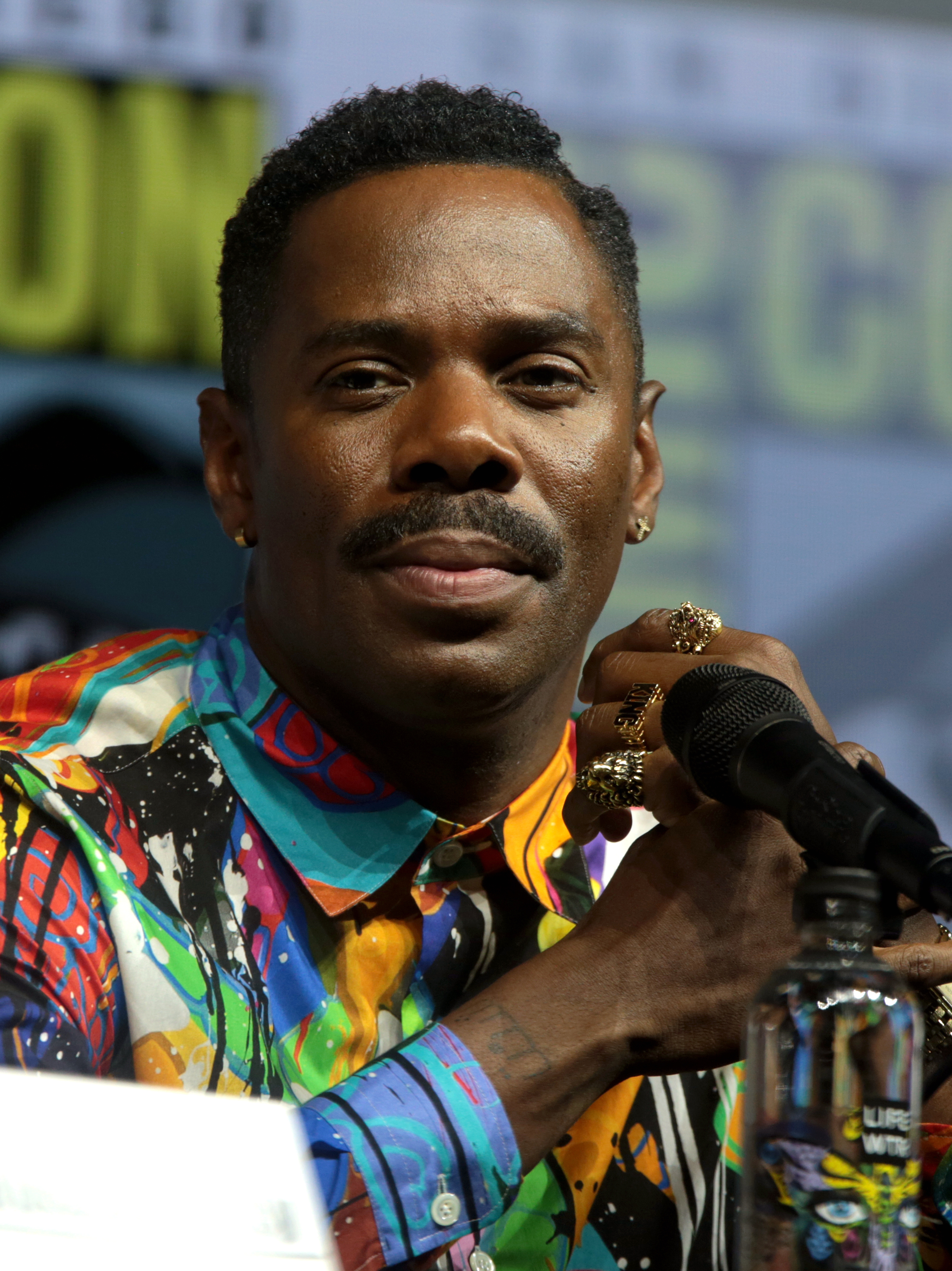
Colman Domingo auf der San Diego Comic Con 2018

Colman Jason Domingo (* 28. November 1969 in Philadelphia, Pennsylvania) ist ein US-amerikanischer Schauspieler, Tänzer, Bühnenautor, Theaterregisseur und Sänger.

## Leben
Colman Domingo wurde am 28. November 1969 in Pennsylvania, Philadelphia, als Sohn von Edith und Clarence Bowles in eine Arbeiterfamilie geboren. Er wurde an der Temple University ausgebildet, ging daraufhin nach San Francisco und begann seine Schauspielkarriere auf der Bühne. In seinem ersten Auftritt spielte Domingo einen Jungen aus der Highschool, der an AIDS stirbt. 1995 hatte Domingo in Timepiece seinen ersten Filmauftritt.
Zwei Jahre später wurde der Schauspieler durch einen Theaterregisseur angesprochen, ob er auch interessiert sei, ein eigenes Stück zu schreiben. Trotz anfänglicher Ablehnung konnte Domingo überredet werden. Vom Buch Brother to Brother inspiriert, brachte Domingo sein erstes Stück heraus, das von afroamerikanischen Schwulen handelt. Schließlich wurde das Stück mit 500 US-Dollar von Domingo, der zwei Schauspieler engagierte, selbst finanziert und entwickelte sich zum größten Erfolg des Rhinoceros-Theaters.
2003 kam Domingo mit einem Auftritt in Henry V in den Off-Broadway. Mit Well gelangte er fünf Jahre später auch zum Broadway. Er trat häufig in der Fernsehserie Law & Order sowie in zahlreichen Ablegern der Serie auf. 2012 spielte Domingo in Steven Spielbergs Film Lincoln den Soldaten Harold Green. Seine Filmkarriere brachte den afroamerikanischen Schauspieler mit Größen wie Spike Lee zusammen, den er später als „Big Brother“ bezeichnete.
Domingo schrieb erst acht Jahre nach dem Erscheinen seines ersten Stücks ein weiteres. Er begann A Boy and his Soul in einer Bar in New York City während einer Zeit zu Papier zu bringen, als seine Eltern gesundheitliche Probleme hatten und er sich als Schauspieler beweisen musste. Das Einmannstück A Boy and His Soul wurde unter anderem durch  den Phillysound inspiriert und soll nach seinen eigenen Angaben zu etwa 80 Prozent autobiografisch sein. Es spielt im Westphiladelphia der 1970er und 1980er Jahre. Das Stück wurde ursprünglich am Broadway aufgeführt. Das Werk fand große Anerkennung in New York und wurde später auch im Theater Tricycle im Nord-Westen Londons aufgeführt.
Domingo ist außerdem Sänger und bei seinen Fans als „CocoSoulPower“ bekannt. Seine Genres sind Soul- und Rocklieder. Im Mission District in San Francisco hat er eine große Fangemeinde. Colman Domingo gewann 2011 den Fred Astaire Award für den besten Haupttänzer am Broadway. Zudem erhielt er bereits einen Tony-, Obie-, Lucille Lortel- und GLAAD Award. Domingo erhielt meist positive Kritiken für seine Broadway-Auftritte in den Musicals Passing Strange und The Scottsboro Boys.
2015 hatte er in der ersten Staffel der AMC-Serie Fear the Walking Dead eine Nebenrolle. Für die zweite Staffel wurde er in den Hauptcast befördert.
Domingo gehörte zum Schauspielensemble von George C. Wolfes Oscar-prämierten Spielfilm Ma Rainey’s Black Bottom (2020). Im Jahr 2023 folgte mit Rustin eine erneute Zusammenarbeit mit Wolfe. In der Filmbiografie schlüpfte er in die Rolle des homosexuellen Bürgerrechtlers Bayard Rustin, was ihm Nominierungen für den Golden Globe Award und Oscar einbrachte. In der Verschwörungsserie The Madness (2024) des Streaminganbieters Netflix spielt er die Hauptrolle als ein fälschlich des Mordes an einem weißen Rassisten beschuldigter Nachrichtenmoderator, der auf eigene Faust seine Unschuld beweisen will.
Im Jahr 2014 heiratete Domingo seinen Lebensgefährten Raúl, den er 2005 in Kalifornien kennengelernt hatte.
2017 wurde er in die Academy of Motion Picture Arts and Sciences aufgenommen, die jährlich die Oscars vergibt.

## Filmografie (Auswahl)
- 1995: Timepiece
- 1997–2000: Nash Bridges (Fernsehserie)
- 1998: Around the Fire
- 1999: King of the Bingo Game (Kurzfilm)
- 1999: Ein wahres Verbrechen (True Crime)
- 2000: Desi’s Looking for a New Girl
- 2003: Kung Phooey
- 2004–2008: Law & Order (Fernsehserie)
- 2006: Das Gesicht der Wahrheit (Freedomland)
- 2006–2010: Criminal Intent – Verbrechen im Visier (Law & Order: Criminal Intent, Fernsehserie)
- 2006: Law & Order: Trial by Jury (Fernsehserie)
- 2008–2010: The Big Gay Sketch Show (Fernsehserie)
- 2008: Buffalo Soldiers ’44 – Das Wunder von St. Anna (Miracle at St. Anna)
- 2009: Great Performances (Fernsehserie)
- 2012: Lincoln
- 2012: Red Hook Summer
- 2013: 42 – Die wahre Geschichte einer Sportlegende (42)
- 2013: HairBrained
- 2013: Der Butler (The Butler)
- 2013: Time Out of Mind
- 2014: Selma
- 2015–2023: Fear the Walking Dead (Fernsehserie, 67 Episoden)
- 2016: Timeless (Fernsehserie, Episode 1x12)
- 2016: The Birth of a Nation – Aufstand zur Freiheit (The Birth of a Nation)
- 2016: Lucifer (Fernsehserie, Episode 1x09)
- 2017: Bojack Horseman (Fernsehserie, Episode 4x02)
- 2018: If Beale Street Could Talk
- 2018: Assassination Nation
- 2019: Euphoria (Fernsehserie)
- 2019: Lucy in the Sky
- 2020: The God Committee
- 2020: Ma Rainey’s Black Bottom
- 2020: Zola
- 2021: Tom Clancy’s Gnadenlos (Tom Clancy's Without Remorse)
- 2021: Candyman
- 2023: Transformers: Aufstieg der Bestien (Transformers: Rise of the Beasts, Stimme)
- 2023: Rustin
- 2023: Sing Sing
- 2023: Die Farbe Lila (The Color Purple)
- 2024: Drive-Away Dolls
- 2024: The Madness (Fernsehserie, 8 Episoden)
- 2025: Der freundliche Spider-Man aus der Nachbarschaft (Your Friendly Neighborhood Spider-Man, Fernsehserie, Stimme)

## Theater
- 2003: Henry V
- 2003: Bright Ideas
- 2005/06: The People’s Temple
- 2006–2008: Passing Strange
- 2008: Well
- 2009: Coming Home
- 2009: The Wiz
- 2009: A Boy and His Soul
- 2010: The Scottsboro Boys
- 2010/11: Chicago
- 2011: Blood Knot
- 2012: Wild with Happy

## Auszeichnungen
Independent Spirit Award
- 2022: Nominierung als Bester Nebendarsteller (Zola)[11]

Oscar
- 2024: Nominierung als Bester Hauptdarsteller (Rustin)
- 2025: Nominierung als Bester Hauptdarsteller (Sing Sing)

Golden Globe
- 2024: Nominierung als Bester Hauptdarsteller – Drama (Rustin)
- 2025: Nominierung als Bester Hauptdarsteller – Drama (Sing Sing)

Critics’ Choice Movie Award
- 2025: Nominierung als Bester Hauptdarsteller (Sing Sing)